# Таёжный (Махнёвское муниципальное образование)
Таёжный — посёлок в Алапаевском районе Свердловской области России. Входит в Муниципальный округ Верхотурский Свердловской области. Центр и единственный населённый пункт Таёжной сельской администрации.

## Географическое положение
Посёлок Таёжный расположен в 63-х километрах (по автодороге — в 73-х километрах) к востоку-юго-востоку от города Верхотурья, в лесной местности, в истоке реки Рогозины (правый приток реки  Туры). В 2-х километрах к северо-западу расположена станция Карпунино Свердловской железной дороги.
23 декабря 2024 года изъят из состава Махневского муниципального образования и передан в состав Верхотурского района.

## Население
| 2002 | 2010 |
| ---- | ---- |
| 463  | ↘237 |